# Exército cobeligerante italiano
O Exército Co-Beligerante Italiano (Esercito Cobeligerante Italiano), ou Exército do Sul (Esercito del Sud) foram nomes aplicados a vários conjuntos de divisões do agora ex-Exército Real Italiano durante o período em que lutou ao lado dos Aliados durante a Segunda Guerra Mundial de Outubro de 1943 em diante. Durante o mesmo período, a pró-aliada Marinha Real Italiana e a Força Aérea Real Italiana eram conhecidas como Marinha Co-beligerante Italiana e Força Aérea Co-beligerante Italiana, respectivamente. A partir de setembro de 1943, as forças italianas pró-Eixo tornaram-se o Exército Nacional Republicano da recém-formada República Social Italiana.
O Exército Co-beligerante italiano foi o resultado do armistício aliado com a Itália em 8 de setembro de 1943; O rei Victor Emmanuel III demitiu Benito Mussolini como primeiro-ministro em julho de 1943 após a invasão aliada do sul da Itália e nomeou o marechal da Itália (Maresciallo d'Italia) Pietro Badoglio, que mais tarde alinhou a Itália com os Aliados para combater as forças da República Social e seus aliados alemães no norte da Itália.
O Exército Co-beligerante italiano colocou entre 266.000 e 326.000 soldados na Campanha da Itália, dos quais 20.000 (posteriormente aumentados para 50.000, embora algumas fontes coloquem esse número em até 99.000) eram tropas de combate e entre 150.000 e 190.000 eram tropas auxiliares e de apoio, junto com 66.000 pessoas envolvidas com controle de tráfego e defesa de infraestrutura.  No geral, o Exército Co-Beligerante italiano compunha 1/8 da força de combate e 1/4 de toda a força do 15º Grupo de Exércitos das Forças Aliadas.

## I Agrupamento Motorizado
A primeira formação do Exército Co-beligerante foi o I Agrupamento Motorizado (em italiano:  I Raggruppamento Motorizzato) criado em 27 de novembro de 1943 em San Pietro Vernotico perto de Brindisi. As unidades do I Agrupamento Motorizado foram sorteadas da 58ª Divisão de Infantaria "Legnano" e da 18ª Divisão de Infantaria "Messina".  Alguns dos soldados que se juntaram à unidade conseguiram escapar da captura e internamento pelas forças alemãs.  A unidade era composta por 295 oficiais e 5.387 homens e foi criada para participar ao lado dos Aliados contra a Alemanha na campanha italiana. A unidade era comandada pelo General Vincenzo Dapino, que a liderou durante seu primeiro combate na Batalha de San Pietro Infine em dezembro do mesmo ano. Essa ação ajudou muito a remover a desconfiança dos Aliados em relação aos soldados italianos que lutavam ao seu lado.  A unidade sofreu pesadas baixas e foi considerada como tendo um desempenho satisfatório. 
Após o serviço no 5° Exército americano e a reorganização, o comando do I Agrupamento Motorizado foi entregue ao General Umberto Utili e a unidade foi transferida para o II Corpo Polonês na extrema esquerda do 8° Exército britânico.  No início de 1944, a unidade foi reorganizada e expandida para o Corpo de Libertação Italiano. 

## Corpo de Libertação Italiano
Em 18 de abril de 1944, o I Grupo Motorizado (agora com 16.000 homens) assumiu o nome de Corpo Italiano de Libertação (em italiano:  Corpo Italiano di Liberazione, ou CIL) e foi dividido em duas brigadas.   O CIL foi aumentado com os 6.000 homens da 184ª Divisão de Pára-quedistas "Nembo". O comandante do CIL era o general Umberto Utili. No início de 1944, uma força de 5.000 homens de italianos lutou na Linha Gustav em torno de Monte Cassino e se saiu bem. Os italianos mais uma vez sofreram pesadas baixas. 

## Exército co-beligerante italiano do final de 1944 a 1945
Após a Batalha de Filottrano em julho de 1944, o governo italiano propôs aumentar o número de tropas italianas lutando ao lado dos aliados. A proposta foi aceita e em setembro de 1944 o CIL foi retirado da linha e enviado para a retaguarda para ser equipado com material britânico, incluindo uniformes e capacetes Battledress britânicos . Em 24 de setembro de 1944, o CIL foi dissolvido e seu pessoal e unidades foram utilizados para formar os primeiros grupos de combate: "Legnano" e "Folgore". Logo mais quatro grupos de combate foram formados: "Cremona", "Friuli", "Mantova" e "Piceno". Esses grupos eram iguais em tamanho a divisões fracas. A força estabelecida para cada um era de 432 oficiais, 8.578 outros graduados, 116 canhões de campanha, 170 morteiros, 502 metralhadoras leves e 1.277 veículos motorizados. Os Grupos de Combate receberam os nomes das antigas divisões do Exército Real e seguiram até certo ponto o sistema de numeração dos regimentos mais antigos.  Esses grupos foram ligados a várias formações americanas e britânicas na Linha Gótica. A seguir está a "ordem de batalha" do Exército co-beligerante italiano em abril de 1945. 
O Chefe do Estado Maior do Alto Comando das Forças Armadas era o Marechal Giovanni Messe, enquanto o Chefe do Estado Maior do Exército era o Tenente General Paolo Berardi.

### Grupos de Combate
Cada regimento de infantaria colocou em campo três batalhões de infantaria, uma companhia de morteiros armada com morteiros ML britânicos de 3 polegadas e uma companhia antitanque armada com canhões britânicos QF de 6 libras. Os regimentos de artilharia consistiam em quatro grupos de artilharia com canhões britânicos QF 25 libras, um grupo antitanque com canhões britânicos QF 17 libras e um grupo antiaéreo armado com versões britânicas do canhão Bofors 40mm.

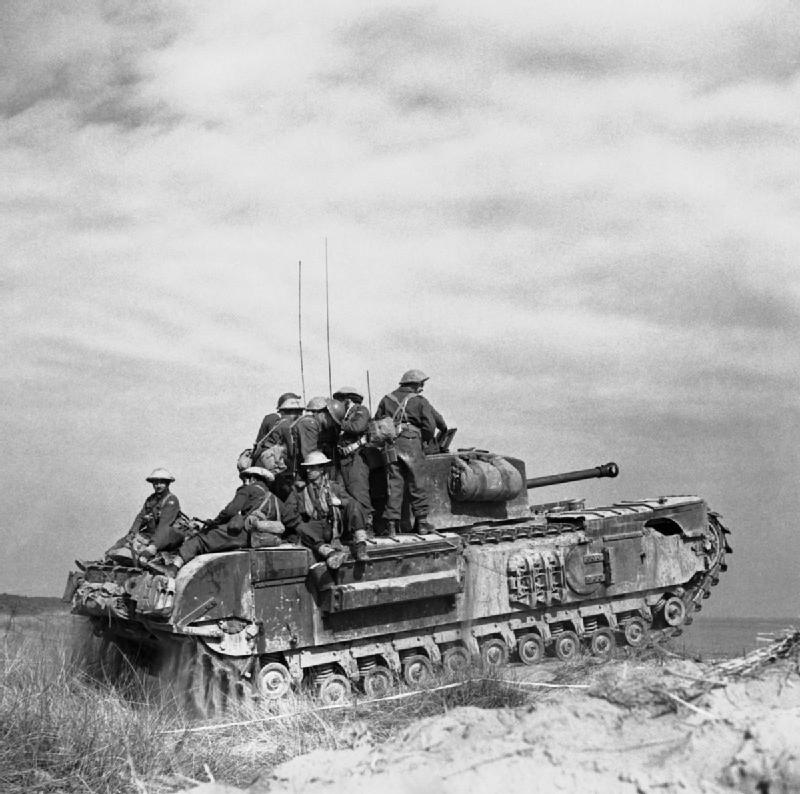
Tanque Churchill do Esquadrão 'C', Cavalo da Irlanda do Norte do Exército Italiano Co Beligerente transportando infantaria italiana do 3º Batalhão, 21ª Infantaria (italiana), ao norte de Castel Borsetti, 2 de março de 1945

- Grupo de Combate "Cremona", com homens da 44ª Divisão de Infantaria "Cremona", adjunto do V Corpo Britânico – Major General Clemente Primieri
  - 21º Regimento de Infantaria "Cremona"
  - 22º Regimento de Infantaria "Cremona"
  - 7º Regimento de Artilharia
  - Batalhão de Engenharia CXLIV
- Grupo de Combate "Friuli", com homens da 20ª Divisão de Infantaria "Friuli", anexado ao British X Corps – Major General Arturo Scattini
  - 87º Regimento de Infantaria "Friuli"
  - 88º Regimento de Infantaria "Friuli"
  - 35º Regimento de Artilharia
  - Batalhão de Engenharia CXX
- Grupo de Combate "Folgore", com homens da 184ª Divisão de Pára-quedistas "Nembo", vinculado ao XIII Corpo Britânico - Major General Giorgio Morigi
  - Regimento de Pára-quedistas "Nembo"
  - Regimento da Marinha "San Marco"
  - Regimento de Artilharia Pára-quedistas "Folgore"
  - CLXXXIV Batalhão de Engenharia
- Grupo de Combate "Legnano", ligado ao US II Corps - Major General Umberto Utili
  - 68º Regimento de Infantaria "Palermo", com homens da 58ª Divisão de Infantaria "Legnano"
  - Regimento Especial de Infantaria, com 2 batalhões Alpini (remanescentes do 3º Regimento Alpini da 1ª Divisão Alpina "Taurinense") e 1 batalhão Bersaglieri (remanescentes do 4º Regimento Bersaglieri)
  - 11º Regimento de Artilharia, com homens da 104ª Divisão de Infantaria "Mantova"
  - Batalhão de Engenharia LI
- Grupo de Combate "Mantova" - Major General Bolonha
  - 76º Regimento de Infantaria "Napoli", com homens da 54ª Divisão de Infantaria "Napoli"
  - 114º Regimento de Infantaria "Mantova", com homens da 104ª Divisão de Infantaria "Mantova"
  - 155º Regimento de Artilharia, com homens da 155ª Divisão de Infantaria "Emília"
  - Batalhão de Engenharia CIV
- Grupo de Combate "Piceno", com homens da 152ª Divisão de Infantaria "Piceno" – Major-General Emanuele Beraudo di Pralormo
  - 235º Regimento de Infantaria "Piceno"
  - 336º Regimento de Infantaria "Pistoia"
  - 152º Regimento de Artilharia
  - Batalhão de Engenharia CLII

### Divisões Auxiliares
Além dos Grupos de Combate, o Exército Co-beligerante italiano incluía oito Divisões Auxiliares (em italiano:  Divisioni Ausiliarie) para mão de obra, apoio e funções secundárias. No auge, a divisão contava com cerca de 150.000-190.000. Essas unidades auxiliares eram as seguintes:
- 205ª Divisão, apoiou as Forças Aéreas do Exército dos EUA no Comando do Mediterrâneo
  - 51º Grupo de Aviação (Regimento de Infantaria e Artilharia AA da Força Aérea)
  - 52º Grupo de Aviação (Regimento de Infantaria e Artilharia AA da Força Aérea)
  - 53º Grupo de Aviação (Regimento de Infantaria e Artilharia AA da Força Aérea)
  - 54º Grupo de Aviação (Regimento de Infantaria e Artilharia AA da Força Aérea)
  - 55º Grupo de Aviação (Regimento de Infantaria e Artilharia AA da Força Aérea)
- 209ª Divisão, apoiou o 1º Distrito Britânico
- 210ª Divisão, apoiou o Quinto Exército dos EUA
- 212ª Divisão, a maior das Divisões Auxiliares, em seu auge seus efetivos ultrapassaram 44.000 homens, fornecendo apoio de retaguarda de Nápoles a Pisa e Livorno
- 227ª Divisão, apoiou o 3º Distrito Britânico
- 228ª Divisão, apoiou o Oitavo Exército do Reino Unido
- 230ª Divisão, apoiou as forças britânicas
  - 541º Regimento de Infantaria, Artilharia de Costa e Artilharia AA
  - 403º Regimento de Pioneiros e Trabalhistas (Corpo de Engenheiros)
  - 404º Regimento de Pioneiros e Trabalhistas (Corpo de Engenheiros)
  - 406º Regimento de Pioneiros e Trabalhistas (Corpo de Engenheiros)
  - 501º Batalhão de Segurança
  - 510º Batalhão de Segurança
  - 514º Batalhão de Segurança
  - XXI Grupo de Trens de Suprimento (unidade do tamanho de um regimento)
- 231ª Divisão, apoiou o XIII Corpo Britânico do Quinto Exército dos Estados Unidos

No geral, o Exército Co-Beligerante italiano compunha 1/8 da força de combate e 1/4 de toda a força do 15º Grupo de Exércitos das Forças Aliadas. 

### Divisões de Segurança Interna
Não dependente diretamente do Quartel-General Aliado na Itália, o Exército Co-Beligerante também destacou três Divisões de Segurança Interna (Divisioni di Sicurezza Interna) para funções de segurança interna:
- Divisão de Segurança Interna "Sabauda", em Enna na Sicília
  - I Brigada de Segurança
    - 45º Regimento de Infantaria
    - 46º Regimento de Infantaria

  - II Brigada de Segurança
    - 145º Regimento de Infantaria, destacado da 227ª Divisão Costeira
    - 16º Regimento de Artilharia de Campanha (sem peças de artilharia)

  - Batalhão de Engenharia CXXX
- Divisão de Segurança Interna "Aosta", em Palermo na Sicília
  - III Brigada de Segurança
    - 5º Regimento de Infantaria
    - 6º Regimento de Infantaria

  - IV Brigada de Segurança
    - 139º Regimento de Infantaria, destacado da 47ª Divisão de Infantaria "Bari"
    - 22º Regimento de Artilharia de Campanha (sem peças de artilharia)

  - XXVIII Batalhão de Engenharia
- Divisão de Segurança Interna "Calabria", em Cagliari na Sardenha
  - V Brigada de Segurança
    - 59º Regimento de Infantaria
    - 60º Regimento de Infantaria

  - VI Brigada de Segurança
    - 236º Regimento de Infantaria, destacado da 152ª Divisão de Infantaria "Piceno"
    - 40º Regimento de Artilharia de Campo (sem peças de artilharia)

  - XXXI Batalhão de Engenharia

## Exército Italiano
Em 1946, o Reino da Itália tornou-se a República Italiana. De maneira semelhante, o que havia sido o Exército Co-Beligerante monarquista tornou-se simplesmente o Exército Italiano (Esercito Italiano).

## Baixas
O Corpo de Libertação Italiano sofreu 1.868 mortos e 5.187 feridos durante a campanha italiana;  as Divisões Auxiliares italianas perderam 744 homens mortos, 2.202 feridos e 109 desaparecidos.  Algumas fontes estimam o número total de membros das forças regulares italianas mortos no lado aliado em 5.927. 

## Membros Notáveis
- Carlo Azeglio Ciampi, Presidente da República Italiana de 1999 a 2006.
- Eugenio Corti
- Giovanni Messe
- Gianni Agnelli
- Valério Zurlini
- Clemente Primieri
- Umberto Utili